# Archaeocyatha
Classe
Classification phylogénétique
- Silicea
  - Hexactinellida
  - Archaeocyatha
  - Demospongia
- Calcarea
- Homoscleromorpha
- Eumetazoa

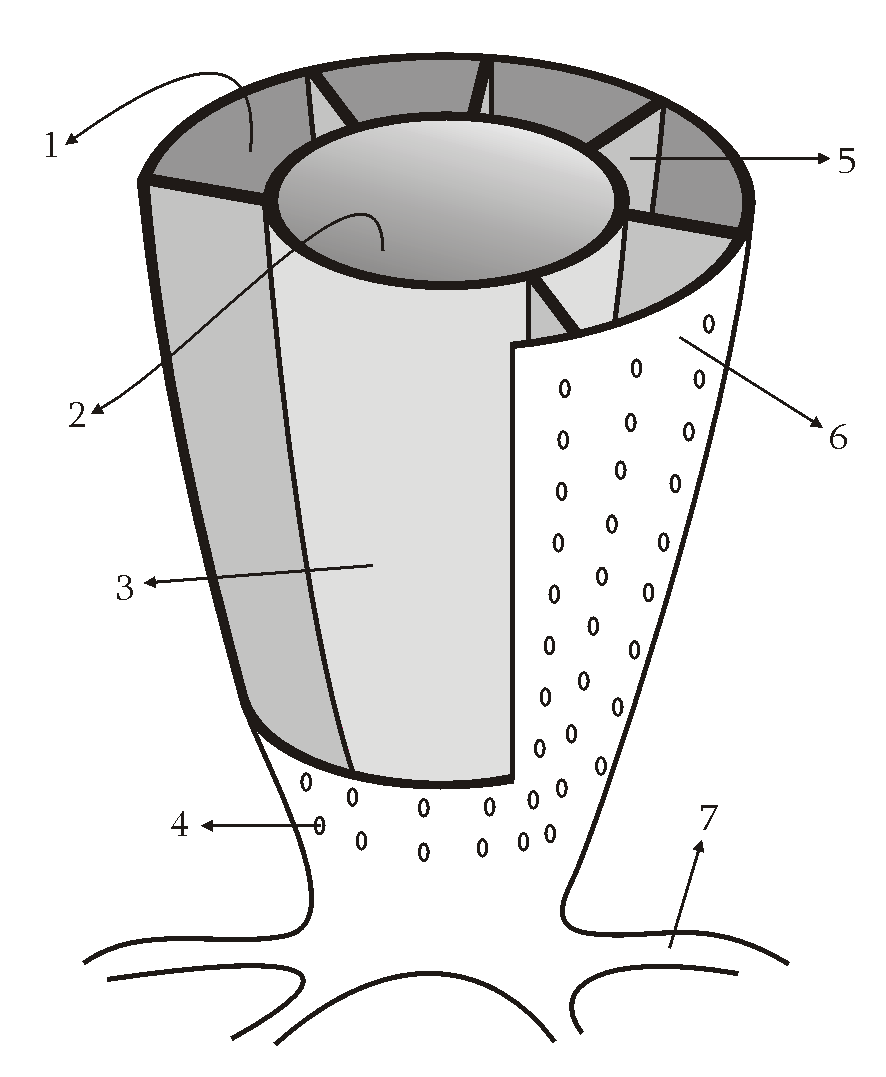
Intervallum
Cavité centrale
Muraille interne
Pore (les murailles, planchers et septes ont des pores, tous ne sont pas représentés)
Septe
Muraille externe
épithèque

Les Archéocyathes (Archæocyatha ou « anciennes coupes », du grec άρχαιο / archéo : « ancien » et ϰύαθος / cyatho : « coupe à boire »), sont une classe de fossiles calcifiés sans spicules (aiguillons siliceux ou calcaires présents dans certaines éponges) exclusivement cambriens. Ce sont les premiers métazoaires constructeurs de récifs. Leur position systématique a longtemps été débattue. Depuis la découverte d'éponges calcaires actuelles sans spicule, les archéocyathes sont attribués à une classe de l'embranchement Porifera, proche de celle des Démosponges.
Les archéocyathes sont donc des éponges calcifiées sans spicules. Ils sont constitués d’un calice généralement composé de deux cônes poreux emboîtés : ce sont deux murailles, interne et externe, délimitent un intervallum. Des éléments intervallaires horizontaux (planchers) et/ou verticaux (septes, taeniae…) peuvent être présents. Les parties squelettiques sont en calcite fortement magnésienne.
La classe Archæocyatha contient six ordres et douze sous-ordres.

## Systématique
La systématique des archéocyathes suit l’ordre d’apparition et la complexification des différents éléments squelettiques (à partir des données ontogénétiques) :
- les ordres sont définis d’après l'architecture du calice ;
- les sous-ordres sont définis d’après le mode de croissance ;
- les super-familles sont définies d’après les types de la muraille externe ;
- les familles sont définies d’après les types de la muraille interne ;
- les genres sont définis d’après les variations des structures des murailles et des éléments intervallaires ;
- les espèces sont définies d’après les variations en forme, taille et nombre des constituants du squelette.

Auparavant, les archéocyathes étaient divisés en réguliers (regulares) et irréguliers (irregulares). Cette distinction commode est encore souvent utilisée dans la littérature.
Deux ordres majeurs se distinguent qui correspondent approximativement à cette distinction :
- les Ajacicyathida (dit « réguliers ») où l’organisme occupe tout le calice ;
- les Archæocyathida (dit « irréguliers ») où l’organisme vit dans la partie supérieure du calice.

## Description
Les archéocyathes sont des organismes sessiles, benthiques et filtreurs. Ils se développent exclusivement sur les plates-formes carbonatées des zones intertropicales. Leur habitat principal est calme, avec un courant et une assez forte turbidité (fort apport en nutriments).
Ils sont adaptés à des conditions environnementales restreintes :
- de température (sténothermaux avec de faibles variations de la température) ;
- de salinité (sténohalin avec de faibles variations de la salinité) ;
- de profondeur (sténobathique de la zone intertidale à la subtidale).

Ils peuvent être solitaires ou modulaires (l’organisme subdivise son calice créant une pseudocolonie.

## Historique
Les archéocyathes apparaissent au Tommotien sur la plate-forme sibérienne et conquièrent par migrations successives l’espace intertropical, en suivant les transgressions responsables de la formation des plates-formes carbonatées. Leur apogée en extension et en diversité, est atteinte au Botomien inférieur et moyen.
Dès la fin du Botomien, des changements environnementaux importants se produisent :
- une régression majeure qui entraîne une réduction des plates-formes carbonatées ;
- un épisode anoxique (absence de dioxygène dans l’eau) ;
- la dérive des continents où les blocs continentaux se déplacent vers des latitudes plus élevées (diminution des mers peu profondes au niveau de la zone intertropicale).

Ces changements entraînent une extinction progressive et presque totale des archéocyathes à la fin du Toyonien (fin du Cambrien inférieur).
Au Cambrien moyen deux genres sont présents et un seul au Cambrien supérieur en Antarctique, seul bloc restant encore dans la zone intertropicale. Ils disparaissent à la limite cambro-ordovicienne.